# Сармати
Сарматите (на гръцки: Σαρμάται, на латински: Sarmatæ) са голяма група древни източноирански конни номадски народи, произхождащи от централните части на Евразийската степ и мигрирали към Понтийско-Каспийската степ в периода от III в. пр.н.е. до IV век. Преди това те контролират големи части от днешна Русия, по-специално земята между Урал и река Дон и затова Волго-Донските и Уралските степи понякога се наричат „Сарматска родина“.
Племената на сарматите са част от скитски народи, а според някои са техни наследници. Започват да мигрират на запад около IV – III век пр.н.е., като към 200 г. пр.н.е. вече доминират над скитите. След завладяването на Северното Причерноморие древните историци споменават държавата Сарматия. Най-голямата територия на сарматите е установена около 100 г. пр.н.е. и обхваща земите от река Висла и устието на Дунав до Волга на изток и бреговете на Черно и Каспийско море до Кавказ на юг.
През I век сарматите започват да нахлуват в Римската империя в съюз с германските племена. През III век тяхното господство в Понтийската степ се оспорва от германските готи. Сарматия загива когато хуните мигрират в Южна Русия през 370 г. Оцелелите сармати са асимилирани, например в Боспорското царство или от древните славяни. Други са погълнати от проточеркезките меоти, аланите и готите.или се присъединяват към готите и други германски племена (вандали) в заселването на Западната римска империя. Към VI век в историческите извори вече не се споменават сармати.
Аланите са народ, свързан със сарматите, който оцелява в Северен Кавказ до Ранното средновековие, като в крайна сметка дава началото на съвременната осетинска етническа група. Аланската държавност устоява до XIV в.

## Етимология
Гръцкото име „сармати“ (на гръцки: Σαρμάται) понякога се появява като „савромати“ (на гръцки: Σαυρομάται), което почти сигурно е вариант на същото име. Въпреки това историците често ги разглеждат като два отделни народа и археолозите обичайно използват термина „савромати“ за най-ранната фаза на сарматската култура. Исторически се предполага, че името произлиза от думата гущер (sauros), свързвана с люспестата броня, подобна на влечуго, и на знамена с дракони, използвани от сарматите, но това не е доказано.
Английският учен от XX век Харолд Уолтър Бейли извежда името Σαρμαται от *Saurumatā, съставено от *sauruma- и източноиранската наставка за множествено число -tā. *sauruma- е производна на иранския корен *sar-, който сам по себе си е родствен на авестийската основа sar-, което означава „да се движи внезапно“ и е свързан със староиндийската основа tsar- (त्सर्), от която са производни термините царати- (त्सरति) и цару- (त्सरु), което означава „ловец“. Това име е свързано със Saⁱrima-, името на западен авестийски регион и от което произлиза името на героя Salm от Шахнаме.
Олег Трубачов извежда името „сармати“ от индоарийското *sar-ma(n)t (богат на жени, управляван от жени), по-точно от *sar- (жена) и индоиранската наставка за прилагателно -ma(n)t/wa(n)t. С тази хипотеза се отбелязва високият статут на жените при сарматите (матриархат), необичаен от древногръцка гледна точка и залегнал в митовете за амазонките (гръцкото име на сарматите е Sarmatai Gynaikokratoumenoi, управлявани от жени).
Има предположения, че сарматите може би са наричали самите себе си „арийци“ или „арии“.

## Произход
Етногенезата на сарматите настъпва от IV до III век пр.н.е., когато част от скитските номадски племена от подножието на южен Урал мигрират на югозапад в територията на савроматите, между долните течения на Волга и Дон. Тези номади завладяват савроматите и тяхното име в крайна сметка започва да се прилага за целия нов народ, образуван след тези миграции. Въпреки приликата между „сармат“ и „савромат“, съвременните автори правят разлика между двете, тъй като сарматската култура не се е развила директно от савроматската култура. 
Диодор Сицилийски съобщава за преселение на савромати от Мидия към река Танаис (днес Дон). Плиний също съобщава че сарматите са родствени с мидийците.
Херодот пише, че сарматите произхождат от амазонки, които вземали за мъже скитски юноши, които се преселвали със съпругите си „на изток от Танаис на разстояние три дни път по посока на северния вятър“. Говорейки обаче за произхода на самите скити, Херодот пише, че скитите-номади, живеещи в Азия, били изтласкани от масагетите и прекосявайки река Аракс, отишли в кимерийските зами, но на друго място причислява скитите към масагетите. Според Херодот езикът на савроматите е скитски, но го говорят отдавна и с грешки. При нахлуването на Дарий I в Скития сарматите застават на страната на скитите и са част от войската на скитските царе.

## Местоположение и племена
Територията, обитавана от сарматите, която е била известна на древните гръко-римски автори от Класическата античност като Сарматия, е в западната част на по-голямата Скития и обхваща днешните централна и югоизточна Украйна, южна Русия (долното течение на Волга и южен Урал и в по-малка степен североизточните Балкани и Молдова. Отделните съставни племена са „кралските“ сармати, роксолани, алани, язиги, сираки, аорси и др.

## Миграция
Към V век пр.н.е. сарматите контролират територията между Урал и река Дон. През IV и III век пр.н.е. центърът на сарматската власт е на север от Кавказ, а през III век пр.н.е. най-важните ѝ центрове са около долното течение на Дон, Калмикия, Кубан и Централен Кавказ.
В края на IV век пр.н.е. македонските царе Филип II и Лизимах побеждават скитите, тогава доминиращи Черноморската степ, съответно през 339 и 313 г. пр.н.е. След Боспорската гражданска война през 309 г. пр.н.е. скитите търпят нов военен неуспех и попадат под натиска на тракийските гети и келтските бастарни. По същото време в Централна Азия македонците завоюват империята на Ахеменидите. Новата царска династия на Селевкидите започва да атакува номадите от племената саки и дахи на север, а те на свой ред оказват натиск върху сарматите на запад. Притиснати от саки и дахи и възползвайки се от упадъка на скитите, сарматите започват да прекосяват река Дон и да нахлуват в Скития, а също и да мигрират на юг към Северен Кавказ. Към II век пр.н.е. сарматите са господари на почти цяла днешна Южна Русия. Това се потвърждава от разкритите сарматски гробове, датиращи от този период.
Елинистическите и римските автори наричат „сармати“ племената, споменати по-рано от Херодот като „скити“, но това не предполага изместване на скитите от Понтийската степ, а по-скоро, че са погълнати от сарматите. Междувременно популации, които се самоидентифицират като скити, остават само в Крим и района на Добруджа, като в един момент кримските скити са васали на сарматската царица Амага. Сарматската власт в Понтийските степи е насочена срещу гръцките полиси по нейните брегове: например град Олбия Понтика е принуден да плаща многократно данък на кралските сармати и техния цар Сайтафарнес, споменат в надписа на Протогенес заедно с племената на тисаматите, скитите и саударатите. Друг сарматски цар, Гаталос, е посочен в мирен договор, сключен от цар Фарнак от Понт с неговите врагове.
Първата вълна на сарматска миграция на запад през II век пр.н.е. се свързва с племената на „кралските“ сармати, (Saioi, от скито-сарматски *xšaya, „царе“), които се заселват в Понтийската степ, и язигите, (Iaxamatai или Iasamatai), които се заселват между реките Дон и Днепър. Роксоланите, които са може би смесено скито-сарматско племе, последват язигите, окупират черноморските степи при Днепър и нападат Боспорското царство (днес Крим). В края на века роксоланите воюват с понтийския цар Митридат VI Евпатор в Крим, докато язигите стават негови съюзници. Между IΙ и I век пр.н.е. две други сарматски племена, сираки (Sirakoi), които произхождат от Транскаспийските равнини на североизток от Хиркания, и аорси (Aorsoi), прекосяват Волга на запад и към подножието на Кавказ. Нарастващата им мощ принуждава западните сарматски племена да мигрират още по на запад, като изместват кралските сармати и язигите. Аорсите успяват да разширят властта си върху голям регион, простиращ се на запад от Кавказ през Терско-Кумската низина и Калмикия до Аралско море на изток. В Централна Азия от сливането на някои стари племенни групи с масагетите възниква още една нова сарматска група, аланите. Свързани с асиите, които нахлуват в Бактрия през IΙ век пр.н.е., аланите са изтласкани на запад от народа кандзю, който живее в басейна на Сърдаря, откъдето разширява властта си от Фергана до района на Аралско море.
През I век пр.н.е. хегемонията на сарматите в Понтийската степ продължава, като те се съюзяват със скитите срещу Диофант, генерал на Митрадат VI Евпатор. След това пък се съюзяват с Митрадат срещу римляните и се бият за него както в Азия, така и в Европа, активно участвайки в събитията в Понтийския и Дунавския регион. В началото на века аланите мигрират в района на североизток от Меотийското езеро (Азовско море). Междувременно язигите се придвижват на запад, докато достигат Дунав, а роксоланите се преместват между Днепър и Дунав и по-нататък на запад. Тези два народа нападат съответно регионите около Томис (Констанца) и Мизия. През този период язигите и роксоланите атакуват и римската провинция Тракия, чийто управител Тиберий Плавций Силван Елиан трябва да защитава римската граница по Дунав. През I век пр.н.е. различни сарматски племена достигат Панонския басейн, а язигите преминават през териториите, съответстващи на днешна Молдова и Влахия, след което в средата на века се заселват в долината на Тиса.
Въпреки че през I век пр.н.е. сарматските движения временно спират поради възхода на дакийското царство на Буребиста, те се възобновяват след неговото убийство и разпадането на царството. През 16 г. пр.н.е. Луций Тарий Руф отблъсва сарматска атака срещу Тракия и Македония, докато следващите атаки около 10 г. пр.н.е. и 2 г. пр.н.е. са спрени от Гней Корнелий Лентул Авгур.
Междувременно други сарматски племена, вероятно аорсите, изпращат пратеници при римския император Август, който се опитва да сключи дипломатическо споразумение с тях. През I век сираките и аорсите, които враждуват помежду си, участват в Римско-боспорската война на противоположни страни: сираките и техният цар Зорсинес се съюзяват с Митридат III срещу неговия полубрат Котис I, който е съюзник на Рим и аорсите. С поражението на Котис, сираките също са разгромени и губят повечето от земите си. Между 50 и 60 г. аланите се появяват в подножието на Кавказ, откъдето нападат кавказките и транскавказките области и Партската империя. През I век аланите се разширяват през Волга на запад, поглъщайки част от аорсите и измествайки останалите, а натискът на аланите принуждава язигите и роксоланите да продължат да атакуват Римската империя от другата страна на Дунав. През I век двама сарматски владетели: Фарзой и Инисмей секат монети в Олбия Понтика. 
Роксоланите продължават своята миграция на запад след конфликта в Крим и към 69 г. са на долното течение на Дунав. Те атакуват през зимата, когато реката замръзне, а не след дълго те и аланите обитават брега на Черно море. По-късно се преместват към районите на съвременна Молдова и Западна Украйна. 
Сарматите проникват в римската провинция Долна Мизия по времето на Нерон, а съюзът им с германски племена е значителна заплаха за римляните през I век. Сарматското племе арреи, което има тесни контакти с римляните, в крайна сметка се установява на юг от река Дунав, в Тракия, а друго сарматско племе, корали, също живее в същата област заедно с част от скитските синди. 
През I и IΙ век язигите често безпокоят римските власти в Панония. Те участват в унищожаването на царството на квадите на Ваний и често мигрират на изток през Трансилванското плато и Карпатите по време на сезонни движения или с цел търговия.
До IΙ век аланите са завладели степите на Северен Кавказ и Северното Черноморие и са създали мощна конфедерация от племена под тяхно управление. Под хегемонията на аланите е установен важен търговски път между Понтийската степ, Южен Урал и региона, известен днес като Западен Туркестан. Една група от аланите, антите, мигрира на север към територията на днешна Полша.

## Залез
Хегемонията на сарматите в степите започва да намалява през IΙ и III век от н.е., когато хуните завладяват сарматска територия в Каспийската степ и района на Урал. Превъзходството на сарматите окончателно изчезва, когато Понтийската степ около 200 г. сл. Хр. е завладяна от германските готи, мигриращи от района на Балтийско море. През 375 г. хуните завладяват по-голямата част от аланите, живеещи на изток от река Дон, избиват значителен брой от тях и ги абсорбират в своето племенно устройство, докато аланите на запад от Дон остават свободни. Като част от хунската държава, аланите участват в завладяването на кралството на остготите в Понтийската степ. Някои свободни алани бягат в планините на Кавказ, където участват в етногенезата на по-късното население, включително осетинци и кабардинци. Отделни групи алани оцеляват и в Крим. Други мигрират в Централна и след това в Западна Европа, откъдето някои достигат Британия и Иберия, а други се присъединяват към германските вандали, пресичат Гибралтарския проток и създават Вандалското кралство в Северна Африка. 
Сарматите в Боспорското царство са асимилирани в елинистическата цивилизация. Други са асимилирани от проточеркезкия народ меоти и може да са повлияли на черкезкия език. Някои сармати са погълнати от готите по времето на двувековното им властване в степите. През Ранното средновековие праславянското население на Източна Европа асимилира и поглъща сарматите по време на политическите катаклизми от тази епоха. Към VI век в историческите извори вече не се споменават сармати.

## Археологически находки
Археологическите находки, свързани със сарматите, се ограничават до т.нар. кургани – земни могили, достигащи понякога височина 5 – 7 метра. Савроматските и сарматските кургани често са разположени в групи на високи места, откъдето се открива панорама към степите. Те са много забележими и по тази причина рядко остават неразграбени. В ранните гробове се откриват само човешки останки, докато при по-късните погребения има погребални костюми и украшения. Най-богатите погребения са от района на Кубан и наподобяват тези на скитите, макар и с по-прости декорации и оръжия
През 1947 г. съветският археолог Борис Граков  открива номадска степна култура, процъфтявала от VI век пр.н.е. до IV век сл.н.е., като находките са в по-късни курганни гробове, понякога използващи повторно част от много по-стари кургани. Тя е разпространена от Черно море до отвъд Волга на изток, но е особено очевидна на две места в трансуралската степ – в Кардаелова и Черная. Разграничават се четири периода, определени от разликите в конструкцията, погребалните обичаи, гробните предмети и географското разпространение:
1. Савромати, VI – V век пр.н.е
2. Ранен сармат, IV – II век пр.н.е., наричана още „Прохоровска култура“
3. Среден сармат, края на II век пр.н.е. до края на II век сл.н.е
4. Късен сармат, края на II век до IV век

Докато „сарматски“ и „савроматски“ са синоними като етноними, по конвенция като археологически технически термини им се придават различни значения. Терминът „Прохоровска култура“ произлиза от комплекс от могили в Прохоровка, Оренбургска област, разкопан от С. И. Руденко през 1916 г.
Археологическите находки сочат, че скито-сарматските култури вероятно са източник на древногръцкия мит за амазонките. В Южна Украйна и Русия са открити гробове на въоръжени жени. Дейвид Антъни отбелязва, че приблизително 20% от скито-сарматските „воински гробове“ по долните течения на Дон и Волга са на жени, облечени като воини за битка, и той твърди, че срещата с този културен феномен „вероятно е вдъхновила гръцките митове за амазонките“.

## Общество и култура
Обществените отношения при сарматите наподобяват тези на скитите, но има и много разлики. Скитите почитат боговете на природата, докато сарматите се покланят на бога на огъня, на когото принасят в жертва коне. За разлика от домакинската, слабо изявена роля на жените при скитите неомъжените сарматски жени, особено в по-ранните години, са носели оръжие наравно с мъжете. Възможно е жените-воини да са залегнали в основата на митовете за амазонките.
Преходът от матриархат в ранните години към система от мъже-предводители в крайна сметка мъжка монархия се свързва с бързото усъвършенстване на конницата като военна сила и особено с изобретяването на метални стремена и шпори.
Сарматите са говорели ирански език, който произлиза от „староиранския“ и е хетерогенен. До I век пр.н.е. иранските племена в днешна Южна Русия говорели ясно различими различни езици или диалекти. Според група иранолози, многобройните ирански лични имена в гръцките надписи от черноморското крайбрежие показват, че сарматите са говорели североизточен ирански диалект, предшественик на аланско-осетинския. Въпреки това, Harmatta (1970) твърди, че „езикът на сарматите или този на аланите като цяло не може просто да се разглежда като староосетински.“ 
Сарматските предмети на изкуството са със силно геометрични форми и са богато оцветени. Изработването на бижута е добре развито и те правят пръстени, гривни, диадеми, брошки и др. Намерени са изключителни образци на металообработка – бронзови гривни, копия, мечове, ножове със златни дръжки, златни бижута и чаши.

### Оръжия
Сарматските копия са по-дълги от тези на скитите. Тяхно отличително оръжие е сарматският дълъг меч с ръкохватка от дърво, украсена със злато и завършваща с ахатово или ониксово топче.
Роксоланите, които са са сред по-западните географски сармати и следователно едни от първите, мигрирали в Европа, използват шлемове и брони, направени от сурова волска кожа, както и плетени щитове, копия, лъкове и мечове. Роксоланите са възприели тези форми на въоръжение от германските бастарни, близо до които са живеели.  По-източните сарматски племена са използвали люспеста броня и са използвали дълго копие, наречено контус, и лъкове в битка.

## Антропологични и генетични изследвания

### ДНК изследвания
Екстрахирана е за сравнителен анализ древна ДНК от останки в 13 сарматски погребения, принадлежащи към ранносарматската (савроматска) курганна култура в южноуралските степи и по протежение на границата на Русия с Казахстан. Повечето от митохондриалните хаплогрупи са от западноевразийски произход, а само някои от тях са от централноазиатски и източноазиатски хаплотипове, които се откриват сред тюркскоговорещите номадски народи. Те са почти идентични на хаплотиповете (една базова двойка липсва) с хаплотипа на казахските жени от Западна Монголия.
В проучване, проведено през 2014 г. от Афанасиев и др. от Института по археология на Руската академия на науките, ДНК е извлечена от костни фрагменти, намерени в седем от десет погребения на алани на река Дон. Четири от тях са принадлежащи към Y-ДНК хаплогрупа G2 и шест от тях притежават mtDNA хаплогрупа I.
През 2015 г. Институтът по археология в Москва проведе изследване на различни курганни погребения на културата Сармато-Алан и Салтово-Маяки. При тези анализи се оказва, че двете алански проби от IV до VI век принадлежат към Y-ДНК хаплогрупи G2a-P15 и R1a-Z94, докато две от трите сарматски проби от втори до трети век сл.н.е. е установено, че принадлежат към Y-ДНК хаплогрупа J1-M267, докато един принадлежи към R1a. Оказа се, че три проби от Салтово-Маяки от осми до девети век от н. е. имат Y-ДНК, съответстваща на хаплогрупи G, J2a-M410 и R1a-z94.
Генетично изследване, публикувано в Nature Communications през март 2017 г., изследва няколко сарматски индивида, погребани в Покровка, Русия (югозападно от Уралските планини) между V век пр.н.е. и II век пр.н.е. Пробата от извлечената Y-ДНК принадлежи към хаплогрупа R1b1a2a2. Това е доминиращата линия сред мъжете от по-ранната Ямна култура. Единадесетте проби от извлечената mtDNA принадлежат към хаплогрупите U3, M, U1a'c, T, F1b, N1a1a1a1a, T2, U2e2 ,H2a1f, T1a и U5a1d2b.  Установено е, че изследваните сармати са тясно свързани с народите от по-ранната култура Ямная и с културата Полтавка.
Генетично изследване, публикувано в Nature през май 2018 г., изследва останките на дванадесет сармати, погребани между 400 г. пр.н.е. и 400 г. сл.н.е. Пет извлечени проби от Y-ДНК принадлежат към хаплогрупа R1a1, I2b, R (две проби) и R1.  Единадесет проби от извлечена mtDNA принадлежат на C4a1a, U4a2 (две проби), C4b1, I1, A, U2e1h (две проби), U4b1a4, H28 и U5a1. 
Генетично изследване от октомври 2018 г., изследва останките на петима сармати, погребани между 55 г. и 320 г. Трите извлечени проби от Y-ДНК принадлежат към хаплогрупа R1a1a и R1b1a2a2 (две проби), докато петте извлечени проби от mtDNA принадлежат към хаплогрупа H2a1, T1a1, U5b2b (две проби) и D4q.
Генетично изследване, публикувано в Current Biology през юли 2019 г., изследва останките на девет сармати. Петте извлечени проби от Y-ДНК принадлежат към хаплогрупа Q1c-L332, R1a1e-CTS1123, R1a-Z645 (две проби) и E2b1-PF6746, докато деветте проби от извлечена мтДНК принадлежат към хаплогрупа W, W3a, T1a1, U5a2, U5b2a1a2, T1a1d, C1e, U5b2a1a1, U5b2c и U5b2c.
Археогенетично проучване, публикувано в Cell през 2022 г., анализира 17 късни сарматски проби от IV – V век от Панонския басейн в Унгария. Деветте извлечени Y-ДНК принадлежат към разнообразен набор от хаплогрупи, 2x I2a1b1a2b1-CTS4348, 2x I1a2a1a1a-Z141, I1a-DF29, G2a1-FGC725, E1b1b-L142.1, R1a1a1b2a2a1-Z2123 и R1b1a10b-DNAP1a1a2b, докато theplom57b групи C5, H, 2x H1, H5, H7, H40, H59, HV0 I1, J1, 2x K1a, T1a, 2x T2b, U2. 

### Физически външен вид
Овидий пише, че едно от сарматските племена, „корали“, имало руса коса, характеристика, която Амиан Марцелин приписва и на аланите. Той пише, че почти всички алани са „с голям ръст и красота, косите им са някак жълти, очите им са плашещо свирепи“.
Съвременните историци предлагат противоречиви мнения относно описанието на аланите като високи и с руси коси. Например Роджър Бати твърди, че „вероятно само някои от аланите са били руси“. Бърнард Бахрах също предполага, че тъй като аланите са асимилирали толкова много чужденци, по-голямата част от тях е малко вероятно да са били с руси коси и че не е имало отличителна физическа характеристика на аланите. Джон Дей обаче твърди, че анализът на Бахрах е погрешен, тъй като той е превел погрешно оригиналния пасаж от Амиан Марцелин и че мнозинството от аланите всъщност са били руси.
Ивер Нойман предполага, че описанието на аланите като руси може да означава, че тяхното индо-иранско потекло е по-голямо от това на хуните.
Чарлз Превите-Ортън пише, че аланите са само частично с иранско наследство и че другата част от тяхното потекло идва от пленени жени и роби.

## Сарматизъм
Сарматизмът е етнокултурна концепция с политически оттенък за влиянието на сарматите при формирането на Полша в рамките на Полско-литовската държава. Това е доминиращата барокова култура и идеология на полската аристокрация (шляхта) във времената на Ренесанса и до XVIII век.
Заедно с друга концепция за „Златна свобода“ той формира централен аспект от културата и обществото на Жечпосполита. В основата му е обединяващото вярване, че хората в Жечпосполита произхождат от древните ирански сармати, легендарни нашественици в славянските земи.